# Chena River
Der Chena River ist ein etwa 160 Kilometer langer rechter Nebenfluss des Tanana River im Interior des US-Bundesstaats Alaska.

## Geographie

### Verlauf
Er entsteht an der Westflanke der White Mountains am Zusammenfluss seiner Quellflüsse North Fork und West Fork Chena River. Der Chena River fließt westwärts, durchfließt die Stadt Fairbanks und mündet zehn Kilometer weiter westsüdwestlich in den Tanana River.

### Nebenflüsse
Fünf Zuflüsse, North Fork, South Fork, West Fork, Middle (East) Fork und der Little Chena River, speisen die Middle Fork, aus der der Chena River wird.

## Sonstiges
Am Oberlauf des Flusses liegt mit dem Chena River State Recreation Area ein etwa 1000 km² großer State Park.
Im Norden von Fairbanks zweigt die Chena Hot Springs Road vom Steese Highway nach Osten ab und führt entlang des Flusses nach Chena Hot Springs an der North Fork. In der dortigen Siedlung befindet sich eine Thermalquelle mit Resort, das von Alaskas erster Niedertemperatur-Geothermalanlage mit Energie versorgt wird.

## Chena River Lakes Flood Control Project
Im Sommer 1967 kam es nach starken Niederschlägen zu einem Anschwellen von Chena River und Little Chena River. In der Folge wurde das Siedlungsgebiet von Fairbanks überschwemmt. Es gab große Zerstörungen. 7000 Menschen verloren ihr Heim. Als Konsequenz wurde das „Chena River Lakes Flood Control Project“ angegangen. Bei Flusskilometer 75 befindet sich nun eine Abflusskontrollstruktur (⊙) mit einem 13 km langen Hochwasserschutzdamm, entlang welchem ein etwa 250 m breiter Umleitungskanal zum Tanana River führt.